# Produit national brut
Ne doit pas être confondu avec Produit intérieur brut.
Pour les articles homonymes, voir PNB.
En économie, le produit national brut (PNB) correspond à la production annuelle de richesses (valeur des biens et services créés, moins valeur des biens et services détruits ou transformés durant le processus de production) créées par un pays, que cette production se déroule sur le sol national ou à l'étranger.
En comptabilité nationale française, le PNB n'est plus mesuré depuis 1993 : le choix a été fait de mesurer le revenu national brut, qui en est très proche. Le produit intérieur brut (PIB) est également beaucoup plus utilisé.

## Définition
Le PNB est la valeur totale de la production finale de richesses (valeur des biens et services créés - valeur des biens et services détruits ou transformés durant le processus de production) des acteurs économiques d'un pays donné au cours d'une année donnée. À la différence du PIB, il inclut les produits nets provenant de l'étranger, c'est-à-dire le revenu sur les investissements nets réalisés à l'étranger (cet élément étant négatif si les revenus des investissements de l'étranger sur le territoire national sont supérieurs aux revenus des investissements du pays à l'étranger).
Le terme « national », dans « produit national brut », reflète ainsi la prise en compte de la valeur ajoutée produite par les résidents du pays en question (principe de nationalité) mais il n'est pas intérieur parce qu'une partie de cette valeur ajoutée est produite à l'étranger (le PIB est basé sur le principe de territorialité). Le PNB, de même que le PIB, inclut la TVA du pays, ce dont la légitimité est contestée.
PNB = PIB + (revenus des facteurs du travail et du capital en provenance de l'extérieur - revenus des facteurs du capital et du travail versés à l'extérieur)
PNB = PIB + revenus nets des facteurs versés au reste du monde

## Problème du parking
Une des questions pièges posées par des professeurs d'économie à leurs étudiants est la suivante : « Si l'on transforme un parking gratuit en parking payant, l'effet est-il d'augmenter, de diminuer ou de laisser inchangé le PNB du pays ? »
La première réponse à laquelle on pense est que le PNB augmente en raison de l'apparition d'une nouvelle valorisation d'échanges. C'est oublier que les budgets ne sont pas élastiques et que ce qui est payé sur le parking par ses utilisateurs ne le sera pas par eux-mêmes ailleurs… mais le sera peut-être par les bénéficiaires de ces nouveaux revenus. Après analyse, la réponse est que le problème posé de cette façon ne permet pas de savoir si le PNB va augmenter, diminuer, ou éventuellement rester stationnaire.
- Sur le plan comptable, les échanges valorisés ne sont plus les mêmes. De nouveaux échanges apparaissent (le prix payé par les utilisateurs du parking), mais d'autres échanges s'en trouvent diminués et d'autres encore augmentés.
- Sur le plan économique, si on fait l'hypothèse d'un comportement similaire des bénéficiaires de ces nouveaux revenus, alors le PNB aura augmenté à hauteur de cette nouvelle valorisation. Si leur comportement est radicalement différent, alors l'analyse devient plus complexe : dans certains cas, le PNB étudié diminue : délocalisation du PNB local vers un autre PNB (rémunération de capitaux étrangers), investissements moins productifs, ou encore dépenses dans des cycles d'échanges plus lents.

Les indices d'évolution des prix, (sur lesquels reposent par exemple les taux d'inflation) sont censés tenir compte des augmentations de prix, mais ce n'est pas toujours possible. Ainsi, le parking nouvellement payant fait probablement nouvellement l'objet d'une surveillance, d'une organisation, d'un nettoyage, d'une publicité, d'une signalisation, toutes choses qui contribuent à sa valeur et ne peuvent être distinguées de façon certaine d'une vulgaire augmentation de prix.